# Alkoxidok

A metoxid anion szerkezete. Noha az alkálifém-alkoxidok nem sók, és komplex szerkezettel rendelkeznek, kémiailag RO^{−} forrásként viselkednek

Az alkoxidok az alkoholok konjugált bázisai, bennük egy negatív töltésű oxigénatomhoz szerves oldallánc kapcsolódik. Képletük RO−, ahol R a szerves oldalláncot jelöli. Az alkoxidok erős bázisok és – hacsak az R csoport térigénye nem túl nagy – jó nukleofilek és jó ligandumok. Bár protikus oldószerben, például vízben általában nem stabilak, intermedierként számos reakcióban előfordulnak, ilyen például a Williamson-féle éterszintézis. Az átmenetifém-alkoxidokat széles körben használják bevonatok készítéséhez és katalizátorként.
Az enolátok telítetlen alkoxidok, melyek egy ketonnal vagy aldehiddel szomszédos C−H kötés deprotonálásával keletkeznek. Az egyszerű alkoxidok nukleofil centruma az oxigénen található, az enolátokban azonban ez delokalizáció révén mind az oxigénre, mind a szénre kiterjed.
A fenoxidok az alkoxidok közeli rokonai, ezekben az alkilcsoport helyett benzolszármazék található. A fenolok jellemzően savasabbak az alkoholoknál, a belőlük nyert fenoxidok ennek megfelelően kevésbé bázisosak és gyengébb nukleofilek, mint az alkoxidok. Kezelésük viszont gyakran egyszerűbb, és származékaik kristályosabbak, mint az alkoxidoké.

## Szerkezetük
Az alkálifém-alkoxidok gyakran oligo- vagy polimer vegyületek, különösen akkor, ha az R csoport kis méretű (Me, Et). Az alkoxid anion jó hídligandum, ezért számos alkoxidban M2O vagy M3O kötések találhatók. Oldatban az alkálifém származékok erős ionpárképzésre hajlamosak, ahogy az egy erősen bázisos anion alkálifém származékától várható.

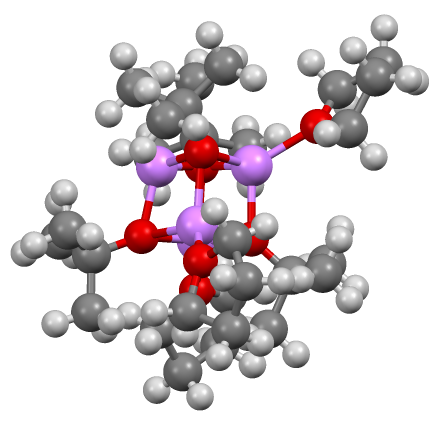
Az Li_{4}(OBu-t)_{4}(thf)_{3} klaszter szerkezete, mely jól mutatja az alkoxidok aggregációra és éterligandumok megkötésére való hajlamát. A színkódok: sötétszürke = C, ibolya = Li, piros = O, világosszürke = H

## Előállításuk

### Redukáló fémekből
Alkoholokból többféleképpen is előállíthatóak. Erősen redukáló fémek alkohollal közvetlenül reagálnak a megfelelő fém-alkoxid képződése közben. Az alkohol ebben az esetben savként viselkedik, melléktermékként hidrogén keletkezik. Klasszikus példa a nátrium-metoxid előállítása, amikor fémnátriumot tesznek metanolba:
2 CH3OH   +   2 Na   →   2 CH3ONa   +   H2
Nátrium helyett más alkálifém is használható, és a metanolon kívül a legtöbb más alkohol is adja a reakciót.
Hasonló reakció megy végbe alkohol és fém-hidrid, például NaH között. A fém-hidrid eltávolítja a hidroxilcsoport protonját, így negatív töltésű alkoxidion keletkezik.

### Elektrofil kloridokból
A titán-tetraklorid alkoholokkal a megfelelő tetraalkoxid keletkezése közben reagál, a reakció során hidrogén-klorid fejlődik:
TiCl4   +   4 (CH3)2CHOH   →   Ti(OCH(CH3)2)4   +   4 HCl
A reakció bázis – például tercier amin – hozzáadásával felgyorsítható. A titánon kívül számos más fém és főcsoportbeli elem halogenidje is használható, például a SiCl4, ZrCl4 és PCl3.

### Metatézis reakcióval
Számos fém-alkoxidot fém-klorid és nátrium-alkoxid közötti sóképzési reakcióval állítanak elő:
n NaOR   +   MCln   →   M(OR)n   +   n NaCl
Ezeket a reakciókat a NaCl nagy rácsenergiája hajtja, és a kapott termék tisztítását egyszerűsíti az a tény, hogy a NaCl a szokásos szerves oldószerekben oldhatatlan.

A réz(I)-terc-butoxid négyzetes szerkezetű, ami annak köszönhető. hogy a Cu(I) a lineáris koordinációs geometriát részesíti előnyben

### Elektrokémiai eljárással
Számos fém alkoxidját elő lehet állítani a fém vízmentes alkoholban, elektromosan vezető adalékanyag jelenlétében történő anódos oldásával. A fém lehet Co, Ga, Ge, Hf, Fe, Ni, Nb, Mo, La, Re, Sc, Si, Ti, Ta, W, Y, Zr stb. A vezető adalékanyag lítium-klorid, kvaterner ammónium-halogenid vagy egyéb anyag lehet. Néhány példa az így nyerhető fém-alkoxidokra: Ti(OCH(CH3)2)4, Nb2(OCH3)10, Ta2(OCH3)10, [MoO(OCH3)4]2, Re2O3(OCH3)6, Re4O6(OCH3)12, and Re4O6(OCH(CH3)2)10.

## Tulajdonságai

### Reakció alkil-halogenidekkel
Az alkoxidion primer alkil-halogenidekkel SN2 reakcióba léphet, ekkor metil-éter keletkezik.

### Hidrolízis és átészteresítés
A fém-alkoxidok vízben az alábbi egyenlet szerint hidrolizálnak:
2 LnMOR   +   H2O   →   [LnM]2O   +   2 ROH
ahol R szerves szubsztituens, L pedig valamilyen ligandum (többnyire alkoxid)
Behatóan tanulmányozott eset a titán-etoxid irreverzibilis hidrolízise:
1/n [Ti(OCH2CH3)4]n   +   2 H2O   →   TiO2   +   4 HOCH2CH3
Az alkoxid sztöchiometriájának és sztérikus tulajdonságainak megfelelő megválasztásával ezek a reakciók megállíthatók úgy, hogy fém-oxo-alkoxidokat kapjunk, ezek többnyire többmagvú komplexek. Víz helyett alkoholokat is lehet használni, ily módon egy alkoxid másikká alakítható át, ennek a helyes elnevezése alkoholízis (nem keverendő össze az átészteresítéssel, mely egy – alább taglalt – másik folyamat). A kémiai egyensúly helyzete az alkohol savasságával szabályozható, a fenolok például az alkoxidokkal jellemzően úgy reagálnak, hogy az alkohol felszabadulása közben a megfelelő fenoxid keletkezik. Az alkoholízis irányítható az illékonyabb komponens szelektív elpárologtatásával. Az etoxidok így butoxiddá alakíthatók, mivel az etanol (fp. 78 °C) illékonyabb, mint a butanol (fp. 118 °C).
Az átészteresítés során a fém-alkoxid észterrel lép reakcióba, ami a fém-alkoxid és az észter között az alkilcsoportok cseréjével jár. A fém-alkoxid szempontjából a végeredmény ugyanaz, mint az alkoholíziskor, vagyis az alkoxid ligandum kicserélődik, de közben az észter alkilcsoportja is megváltozik, ami lehet a reakció elsődleges célja is. A nátrium-metoxidot például gyakran használják ilyen célra, ez a reakció a biodízel gyártása szempontjából is jelentős.

### Oxo-alkoxidok képződése
Számos fém-alkoxid oxoligandumokat is képez. Az oxoligandumok jellemzően – gyakran véletlen – hidrolízis során keletkeznek, illetve éter elimináció révén:
2 LnMOR   →   [LnM]2O   +   R2O
Az alacsony vegyértékű fém-alkoxidok továbbá érzékenyek a levegő általi oxidációra.

### Sokmagvú és heterofémes származékok képződése
Az átmenetifémek alkoxidjai jellemzően sokmagvúak, azaz egynél több fémet tartalmaznak. Az alkoxidok sztérikusan hozzáférhető, erősen bázisos ligandumok, hajlamosak a fémek közötti hídképzésre.
Hasonló tulajdonságú fématomok izomorf helyettesítésekor különböző összetételű kristályos komplexek keletkeznek. Ezen vegyületekben a fémek aránya széles tartományban változhat. Például a Re4O6−y(OCH3)12+y komplexben a réniumot molibdénre cserélve Re4−xMoxO6−y(OCH3)12+y komplex nyerhető, ahol 0 ≤ x ≤ 2,82, volfrámmal helyettesítve pedig Re4−xWxO6−y(OCH3)12+y keletkezik, melyben 0 ≤ x ≤ 2.

### Termikus stabilitás
~100–300 °C hőmérsékleten számos fém-alkoxid elbomlik. A körülményektől függően a hőbomlás eredménye lehet az oxid vagy a fémes fázis nanoméretű pora. Ezen a tulajdonságon alapul a funkcionális anyagok előállítása, melyeket repülőgépek, űr- és elektronikai eszközök, valamint a vegyipar használ: egyedi oxidok és ezek szilárd oldata, komplex oxidok, színfémből vagy ötvözetből készült fémpor szinterezéshez. Kevert mono- és heterofém-alkoxid-származékok bomlását is vizsgálták, mely ígéretes módszernek tűnik, mivel a hagyományos eljárásokhoz képest viszonylag alacsony hőmérsékleten (500–900 °C alatt) végezhető, ugyanakkor nagyobb fázis- és kémiai homogenitású, szabályozható szemcseméretű (akár nanoméretű) funkcionális anyagok előállítását teszi lehetővé.

## Jellemző alkoxidok

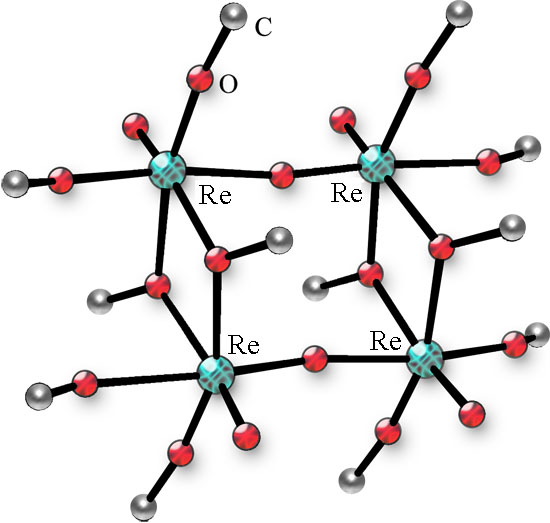
A négymagvú rénium-oxometoxid szerkezete (az egyszerűség kedvéért a hidrogénatomok nincsenek jelölve)

| név                    | képlet      | megjegyzés                                                                                       |
| ---------------------- | ----------- | ------------------------------------------------------------------------------------------------ |
| Titán-izopropoxid      | Ti(OiPr)4   | sztérikus okok miatt monomer, a szerves kémiai szintézisekben használják                         |
| Titán-etoxid           | Ti4(OEt)16  | a Ti-oxidok szol-gél eljárásában használják                                                      |
| Cirkónium-etoxid       | Zr4(OEt)16  | a Zr-oxidok szol-gél eljárásában használják                                                      |
| Tetraetil-ortoszilikát | Si(OEt)4    | a Si-oxidok szol-gél eljárásában használják; a Si(OMe)4-ot biztonságtechnikai okok miatt kerülik |
| Alumínium-izopropoxid  | Al4(OiPr)12 | a Meerwein–Ponndorf–Verley-redukcióban használt reagens                                          |
| Vanadil-izopropoxid    | VO(OiPr)3   | katalizátorok prekurzora                                                                         |
| Nióbium-etoxid         | Nb2(OEt)10  | a Nb-oxidok szol-gél eljárásában használják                                                      |
| Tantál-etoxid          | Ta2(OEt)10  | a Ta-oxidok szol-gél eljárásában használják                                                      |
| Kálium-terc-butoxid    | K4(OtBu)4   | eliminációs reakciókban használt bázis                                                           |

## Fordítás
Ez a szócikk részben vagy egészben  az   Alkoxide című angol Wikipédia-szócikk ezen változatának fordításán alapul.  Az eredeti cikk szerkesztőit annak laptörténete sorolja fel. Ez a jelzés csupán a megfogalmazás eredetét és a szerzői jogokat jelzi, nem szolgál a cikkben szereplő információk forrásmegjelöléseként.

## További olvasnivalók
- Turova, Nataliya Y. (2004). „Metal oxoalkoxides. Synthesis, properties and structures”. Russian Chemical Reviews 73 (11), 1041–1064. o. DOI:10.1070/RC2004v073n11ABEH000855.